# ヘイウッド・ハイスミス
ヘイウッド・リー・ハイスミス・ジュニア（Haywood Lee Highsmith Jr., 1996年12月9日 - ）は、アメリカ合衆国メリーランド州ボルチモア出身のプロバスケットボール選手。NBAのマイアミ・ヒートに所属している。ポジションはスモールフォワードまたはパワーフォワード。

## 経歴

### ハイスクール
アーチビショップ・カーリー高等学校では後のNFL選手ディオンテ・ハーティーとクラスメイトだった。

### カレッジ
NCAAディビジョンIIのホイーリング大学に進学。
4年目の2017-18シーズンに平均22得点・12.6リバウンドを記録し、マウンテン・イースト・カンファレンスの最優秀選手を受賞した。

### デラウェア・ブルーコーツ

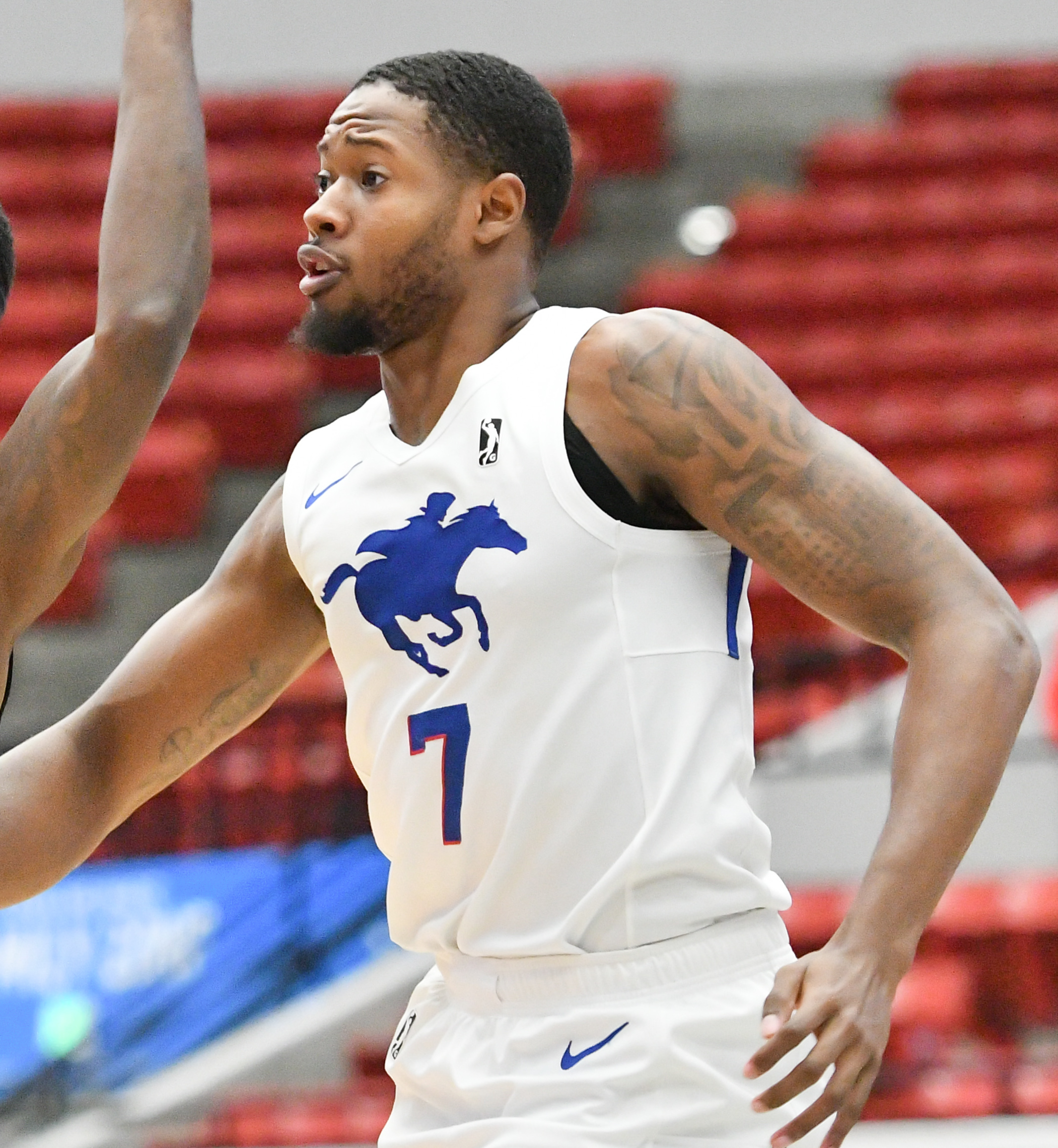
デラウェア・ブルーコーツでのハイスミス
(2019年)

2018年のNBAドラフトでは指名がなく、ドラフト後にトライアウトを経てNBAGリーグのデラウェア・ブルーコーツと契約した。
2018-19シーズンは21試合に出場して平均13.7得点を記録した。

### フィラデルフィア・76ers
2019年1月8日にフィラデルフィア・76ersとツーウェイ契約を結び、同日のワシントン・ウィザーズ戦に出場してNBAデビューを果たした。6月24日に解雇された。

### ブルーコーツ復帰
2019-20シーズン開幕前にフェニックス・サンズとエグジビット10契約を結んだが正式契約には至らず、その後76ersとエグジビット10契約を結び、再びGリーグのブルーコーツへ送られた。

### クライルスハイム・マーリンズ
2020年9月4日にバスケットボール・ブンデスリーガのクライルスハイム・マーリンズと契約した。

### 二度目のブルーコーツ復帰
2021年7月27日、NBAチームからオファーがあればすぐに退団してもよいという条件付きで、レガ・バスケット・セリエAのクレモナ・バノリ・バスケットと契約した。その後76ersからエグジビット10契約のオファーがあったため、試合に出場することなく退団した。9月30日に76ersと契約したがすぐに解雇され、三度ブルーコーツへ送られた。

### マイアミ・ヒート
2021年12月30日にマイアミ・ヒートと10日間契約を結んだ。

### 三度目のブルーコーツ復帰
2022年1月9日にブルーコーツと契約し、四度目の在籍となった。

### ヒート復帰
2022年2月15日にヒートと10日間契約を結んだ。その後二度目の10日間契約を経て、3月8日に正式契約を結んだ。
2022-23シーズン、2022年12月20日のシカゴ・ブルズ戦でキャリアハイとなる18得点を記録した。チームは第8シードながらNBAファイナルに進出し、デンバー・ナゲッツとの第一戦でキャリアハイの18得点を記録した。ファイナルでは1勝4敗で敗れた。
2024年7月8日にヒートと再契約した。

## 個人成績

### NBA

#### レギュラーシーズン
| シーズン | チーム | GP  | GS | MPG  | FG%  | 3P%  | FT%  | RPG | APG | SPG | BPG | PPG |
| -------- | ------ | --- | -- | ---- | ---- | ---- | ---- | --- | --- | --- | --- | --- |
| 2018–19  | PHI    | 5   | 0  | 8.0  | .400 | .200 | .000 | 1.0 | .4  | .2  | .0  | 1.8 |
| 2021–22  | MIA    | 19  | 1  | 8.6  | .348 | .321 | .400 | 1.4 | .3  | .1  | .2  | 2.3 |
| 2022–23  | MIA    | 54  | 11 | 18.0 | .431 | .339 | .464 | 3.5 | .8  | .7  | .3  | 4.4 |
| 2023–24  | MIA    | 66  | 26 | 20.7 | .465 | .396 | .639 | 3.2 | 1.1 | .8  | .5  | 6.1 |
| 2024–25  | MIA    | 74  | 42 | 24.6 | .458 | .382 | .721 | 3.4 | 1.5 | .9  | .5  | 6.5 |
| 通算     | 通算   | 218 | 80 | 20.0 | .449 | .374 | .605 | 3.1 | 1.1 | .7  | .4  | 5.4 |

#### プレーオフ
| シーズン | チーム | GP | GS | MPG  | FG%  | 3P%  | FT%   | RPG | APG | SPG | BPG | PPG |
| -------- | ------ | -- | -- | ---- | ---- | ---- | ----- | --- | --- | --- | --- | --- |
| 2022     | MIA    | 8  | 0  | 3.9  | .429 | .600 | —     | .6  | .4  | .0  | .0  | 1.1 |
| 2023     | MIA    | 18 | 0  | 8.9  | .615 | .500 | .800  | 1.3 | .3  | .6  | .1  | 3.3 |
| 2024     | MIA    | 5  | 0  | 25.1 | .357 | .188 | 1.000 | 2.8 | 1.6 | .2  | .2  | 4.8 |
| 2025     | MIA    | 4  | 0  | 21.0 | .579 | .467 | —     | 3.3 | 1.0 | .8  | .5  | 7.3 |
| 通算     | 通算   | 35 | 0  | 11.5 | .516 | .404 | .833  | 1.6 | .6  | .4  | .1  | 3.5 |